# Sympiezopus
Sympiezopus är ett släkte av skalbaggar. Sympiezopus ingår i familjen vivlar.

## Dottertaxa tillSympiezopus, i alfabetisk ordning[1]
- Sympiezopus accentifer
- Sympiezopus aciculatus
- Sympiezopus albolineatus
- Sympiezopus alboniger
- Sympiezopus albopunctatus
- Sympiezopus biguttulus
- Sympiezopus buffo
- Sympiezopus centroguttatus
- Sympiezopus cervinopictus
- Sympiezopus cinctus
- Sympiezopus congoanus
- Sympiezopus conicicollis
- Sympiezopus crassus
- Sympiezopus ebeninus
- Sympiezopus fallax
- Sympiezopus flavoniger
- Sympiezopus hirtipes
- Sympiezopus interruptus
- Sympiezopus oberthuri
- Sympiezopus pauper
- Sympiezopus pentaspilotus
- Sympiezopus rhombifer
- Sympiezopus rubicundus
- Sympiezopus rubiginosus
- Sympiezopus rufotinctus
- Sympiezopus rufovittatus
- Sympiezopus sesquivittatus
- Sympiezopus subcostatus
- Sympiezopus suturatus
- Sympiezopus tenuilineatus
- Sympiezopus transversus